# Angelsachsen-Verlag
Der Angelsachsen-Verlag war ein im Jahr 1921 gegründetes deutsches Verlagshaus mit Sitz in Bremen. Es war ein hundertprozentiges Tochterunternehmen der Firma Kaffee HAG (Kaffee-Handels-Aktien-Gesellschaft), die der Unternehmer und Kunstmäzen Ludwig Roselius (1874–1943) gegründet hatte und leitete. Als Verlagsleiter agierte Georg Eltzschig. Bernhard Hoetger, Ludwig Roselius und dessen Neffe Ernst Roselius (1904–1941) fungierten als Herausgeber einzelner Titel.
In dem Verlag erschienen Werbedrucksachen für die Marke und das Produkt Kaffee HAG, sowie Publikationen (Bücher und Periodika) aus den Bereichen Baukunst, Bildende Kunst, Darstellende Kunst, Literatur und Nautika. Darunter waren Publikationen über Werke von Albrecht Altdorfer, Paula Modersohn-Becker, Albrecht Dürer, Hoffmann von Fallersleben, Anselm Feuerbach, Johann Gottlieb Fichte, Caspar David Friedrich, Matthias Grünewald, Otto Haupt, Hans Holbein dem Jüngeren, Stefan Lochner, Martin Luserke, Lucas Moser, Karl August Musäus, Michael Pacher, Karl Friedrich Schinkel, Adalbert Stifter, Veit Stoss, Hans Thoma, Ludwig Tügel oder Werner Wittgenstein. Weiterhin erschienen Darstellungen der Bremer Böttcherstraße oder des Bremer Roselius-Hauses sowie der Stadt Bremen und des Bremer Roland, die maßgeblich von Roselius geförderte Künstlerkolonie Worpswede oder über den Kölner Dom, Danzig, den Naumburger Dom, die Stadt Nürnberg, den Bamberger Dom, die Münchner Residenz, die Stadt Landshut, die mittelalterlichen Klöster Niedersachsens, Alte Gast- und Zunfthäuser in Niedersachsen, Niedersächsische Volkssitten und Bräuche, das Straßburger Münster, die Wiener Ringstraße, den Wiener Stephansdom, Brasilien (Ernst Roselius), über Germanische Frühkunst oder die deutschen Familiennamen, aber auch politische Themen wie Die Lehre von der Propaganda als praktische Gesellschaftslehre von Johann Plenge oder pädagogische Abhandlungen wie Die Grundlage deutscher Sprachbildung – mit einer Kunst der Improvisation als praktischer Hintergrund von Martin Luserke.
Der Verlag publizierte sämtliche Veröffentlichungen der auf der Nordseeinsel Juist angesiedelten reformpädagogischen Schule am Meer von Martin Luserke, die durch den das Laienspiel maßgeblich prägenden Luserke, den Komponisten und Musikpädagogen Eduard Zuckmayer und Kurt Sydow eine stark musische Ausrichtung hatte. Roselius zählte zu den Förderern der Schule.
Nach dem Zweiten Weltkrieg ging das Verlagsgeschäft in den Bremer Hauschild-Verlag über. Als im Jahr 1950 Adolf Hauschild verstarb, führte dessen Witwe den Verlag weiter, bis er von Kaffee HAG übernommen wurde. Als General Foods (heute: Mondelēz International) Kaffee HAG übernahm, ging auch der Hauschild-Verlag komplett an diesen über. Bücher des Angelsachsen-Verlages erschienen bis in die 1990er Jahre.